# Châtelet du Crédoz
Le Châtelet du Crédoz ou de Crédoz, que l'on trouve également sous la forme Châtelet de Crêt d'Ot, est un ancien château fort, du XIIIe siècle, dont les ruines se dressent sur la commune de Cornier dans le département français de la Haute-Savoie, en région Auvergne-Rhône-Alpes. Entre les XIIIe et XVe siècles, il est le siège d'une châtellenie.

## Toponymie
Le toponyme, selon les documents, est écrit Crêt-d'Ot, Crêt-d'Ost, Crêt-d'Oz, Credoz, Credu, ou encore Credo, on trouve aussi la forme Crédo (Castelleti de Credo),. Selon Lucien Guy, historien local, l'écriture authentique serait Crêt-d'Ot ou Crêt d'Ost, désignant le lieu de rassemblement des vassaux avant une campagne militaire au Moyen Âge, l'ost.
Le terme « châtelet » désignait au Moyen Âge un lieu fortifié, destiné à la défense ou à la surveillance, contrairement au château qui est un lieu de pouvoir et de résidence.

## Situation
Le Châtelet du Crédoz se situe dans le département français de la Haute-Savoie sur la commune de Cornier, sur un rocher isolé au nord-ouest du bourg qu'il domine, à 509 mètres d'altitude, dans la plaine des Rocailles qui s'étend entre Reignier et La Roche-sur-Foron. Installé sur la rive gauche de l'Arve, il contrôlait la route entre La Roche et Bonne, qui passait par le château de Boringe (Reignier) et Nangy.

## Historique
Le châtelet du Crédoz est mentionné dans une sentence arbitrale du 10 mai 1225 entre le comte de Genève Guillaume II et le baron Aymon II de Faucigny. Certains historiens pensent qu'il aurait été fondé peu avant cette date et qu'il dépendait des seigneurs de Faucigny. Pour Guy Gavard, il serait une possession des comtes de Genève, une enclave en terres de Faucigny, comme l'indique la sentence arbitrale de 1225,. Toutefois, le fief semble être très rapidement entré dans le giron des seigneurs de Faucigny.
En 1263, Agnès de Faucigny, qui l'a reçu de son père, précise que son mari le comte Pierre II de Savoie l'a fortifié à grands frais, et qu’il y a construit notamment, vers 1260, un donjon circulaire. Béatrice de Faucigny, fille d'Agnès et de Pierre, le met en gage lorsqu'elle est captive de sa tante, en 1269. L'année suivante il passe en gage à son oncle le comte Philippe Ier. En mai 1293, Béatrice de Faucigny le cède au comte Amédée V de Savoie, son cousin,. Le mois suivant, la Grande Dauphine rend hommage au comte de Savoie pour le château. Lors du traité de paix entre le comte de Savoie et la Grande Dauphine Béatrice d'août 1308, les châteaux de Faucigny, de Bonne, de Monthoux, de Bonneville, du Châtelet-de-Credo, d'Alinge-le-Vieux et de Lullin, avec leurs mandements et juridictions restent des fiefs du comte de Savoie,.
Au début du XIVe siècle, le château abrite des machines de guerre telles que des balistes et l'on y fabrique des projectiles destinés à la destruction des remparts de Genève et du château de Ville-la-Grand. C'est également du Crédoz que des troupes partent pour assiéger les châteaux des environs : Monthoux (Vetraz-Monthoux), les Allinges (Château-Vieux et Château-Neuf), Montforchier (Lullin), Beaufort, etc.
L'enquête vaticane de 1339 relève six feux nobles possédant des maisons fortes avec « tours et autres défenses » relevant du mandement du Châtelet du Crédoz.
Avec l'annexion du Faucigny, en 1355, et l'achat en 1401 du comté de Genève, le château du Crédoz perd tout intérêt stratégique ; plus entretenu, il tombe lentement en ruine.
En 1435 et 1437, il est inféodé à Amédée de Viry et Jean du Clos qui en 1441 le vendent à Philippe de Savoie, comte de Genevois. Au début du XVIe siècle, il est entre les mains des Marsant.
En 1514, le château est entre les mains de la branche des Nemours qui le garderont jusqu'en 1659. À cette date, il fait retour aux domaine des ducs de Savoie. 
Dans son testament du 6 octobre 1675, la dernière héritière des Genève-Lullin, Marie, lègue l'ensemble de ses droits et possessions, notamment les châteaux du Crédoz, de La Roche, de Monnetier et de Mornex, à la duchesse de Savoie, Christine de France,. Ces fiefs sont par la suite inféodés et érigés en marquisat, par le duc Victor-Amédée II, le 21 février 1682, au président Thomas Granery (Acte du 10 mars 1682), comte de Mercenasque, ministre et surintendant général des finances de Savoie,,. La seigneurie du Crédoz est érigée en marquisat en 1700. Charles-Emmanuel Graneri, son frère aîné, comte de Mercenasco est également en possession du marquisat de La Roche (La Roche-sur-Foron) et leur oncle, Marc-Antoine Graneri est abbé d'Entremont. La dernière représentante de cette famille turinoise sera Henriette Graneri (Enrichetta Graneri de La Roche) décédée en 1843, épouse du comte Joseph de Gerbaix de Sonnaz (1784-1863), qui lègue le château à Charles Albert Aimé de Gerbais de Sonnaz, son neveu.

## Description
Le Châtelet du Crédoz se présente de nos jours sous la forme d'une enceinte fossoyée approximativement triangulaire qui occupe l'ensemble de la partie supérieure du rocher. Deux enceintes, une haute et une autre en contrebas permettait la défense du lieu.
Une courtine, renforcé en son milieu d'une petite tour ronde relie deux tours carrées. Celle de l'angle nord-est, de 8 mètres de côté flanquait un logis « l'aula », grande salle longue de 21 mètres. Cette tour pourrait être le donjon primitif, avant la construction du donjon circulaire de Pierre de Savoie, qui fut édifié au nord-ouest, côté de l'attaque, au milieu du XIIIe siècle et qui commandait une barbacane. Les murs de ce dernier donjon ont une épaisseur de 2,80 mètres, pour un diamètre de 7,68 mètres et haut encore de 14 mètres. On y accédait par une porte située à 6 mètres du sol.
Une enceinte fossoyée alimentée en eau par un étang, datée du milieu du XIIIe siècle, entourait le bourg castral qui s'était développée à ses pieds.

## Châtellenie du Châtelet du Crédoz

### Organisation
Le Châtelet du Crédoz est le centre d'une châtellenie, dit aussi mandement (mandamentum), du Faucigny, mise en place à partir du XIIIe siècle (peut être à la fin du siècle précédent). Le Faucigny serait organisée autour de neuf châtellenies à la fin du XIIe siècle dont le Châtelet du Crédoz occupait le 6e rang dans l'ordre de préséance, selon l'ancien inventaire des titres du Faucigny (1431), cité notamment par le chanoine Jean-Louis Grillet,.
Durant la période delphinale, le Faucigny serait organisé (à partir de 1342-1343) autour de quinze châtellenies, dont le Châtelet du Crédoz.
Lorsque le Faucigny devient une des terres du comte apanagiste du Genevois, titrés également barons de Faucigny et de Beaufort, la châtellenie du châtelet du Crédoz est maintenue.
Au XIVe siècle, la châtellenie est constituée des villages de Arenthon, Boringe, Nangy, Pers, Reignier, Saint-Romain (partie de Reignier-Ésery) et Scientrier.
| Commune                | Nom                        | Type         |
| ---------------------- | -------------------------- | ------------ |
| Arthaz-Pont-Notre-Dame | Les Châtelards             | châtelet     |
| Cornier                | Châtelet du Crédoz         | château      |
| Cornier                | Commanderie de Moussy      | commanderie  |
| Nangy                  | Château de Pierre          | château      |
| Pers-Jussy             | Château de Cevins          | château      |
| Pers-Jussy             | Château d'Ornex            | château      |
| Pers-Jussy             | La Tour                    | autre        |
| Pers-Jussy             | Le Châtelard               | châtelet     |
| Reignier               | Château de Magny           | maison forte |
| Reignier               | Château de Méran           | maison forte |
| Reignier               | Château de Polinge         | château      |
| Reignier               | Château de Pont-d'Arve     | château      |
| Reignier               | Château de Villy           | château      |
| Reignier               | Maison forte de Bellecombe | maison forte |

Au cours de la première partie du XIVe siècle, la baronnie du Faucigny est à nouveau réorganisée autour de 17 châtellenies.

### Châtelains
Dans le comté de Savoie, le châtelain est un « [officier], nommé pour une durée définie, révocable et amovible »,. Il est chargé de la gestion de la châtellenie ou mandement, il perçoit les revenus fiscaux du domaine, et il s'occupe de l'entretien du château.
De 1536 à 1567, la partie nord du duché est occupée par les bernois. Après 1567, les châtelains ne gardent plus qu'un rôle judiciaire, la fonction militaire étant dévolue à des fonctionnaires qui portent le titre de capitaine, commandant ou encore gouverneur de la fortification.